# Spillern
Spillern je městys v Rakousku ve spolkové zemi Dolní Rakousy v okrese Korneuburg.

## Geografie

### Geografická poloha
Spillern se nachází ve spolkové zemi Dolní Rakousy v regionu Weinviertel. Leží přibližně 4 km severozápadně od okresního města Korneuburg. Rozloha území městyse činí 10,7 km², z nichž 46,7 % je zalesněných.
Na jih od obce se rozkládá záplavové území řeky Dunaj.

### Části obce
Území městyse Spillern se skládá pouze z jedné části.

### Sousední obce
- na severu: Leitzersdorf
- na východu: Leobendorf
- na jihu: St. Andrä-Wördern
- na západu: Stockerau

## Doprava
Územím městyse vedou od východu směrem na západ Dálnice A22, souběžně s ní Zemská silnice B3 a mezi nimi železniční trať, která spojuje města Korneuburg a Stockerau.

## Politika

### Obecní zastupitelstvo
Obecní zastupitelstvo se skládá z 21 členů. Od komunálních voleb v roce 2015 zastávají následující strany tyto mandáty:
- 13 SPÖ
- 5 ÖVP
- 2 FPÖ
- 1 GRÜNE

### Starosta
Nynějším starostou městyse Spillern je Thomas Speigner ze strany SPÖ.

## Galerie

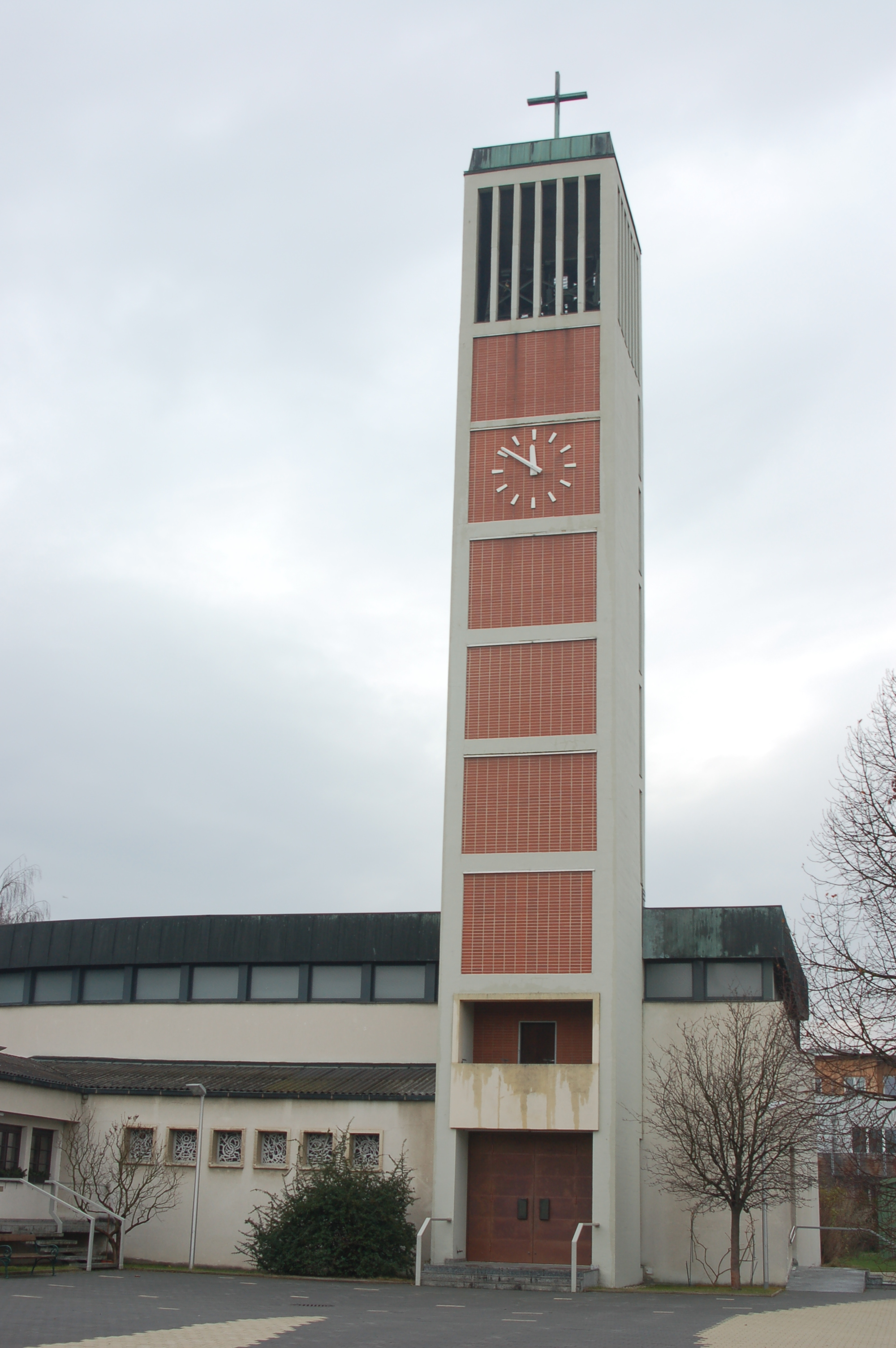
Farní kostel
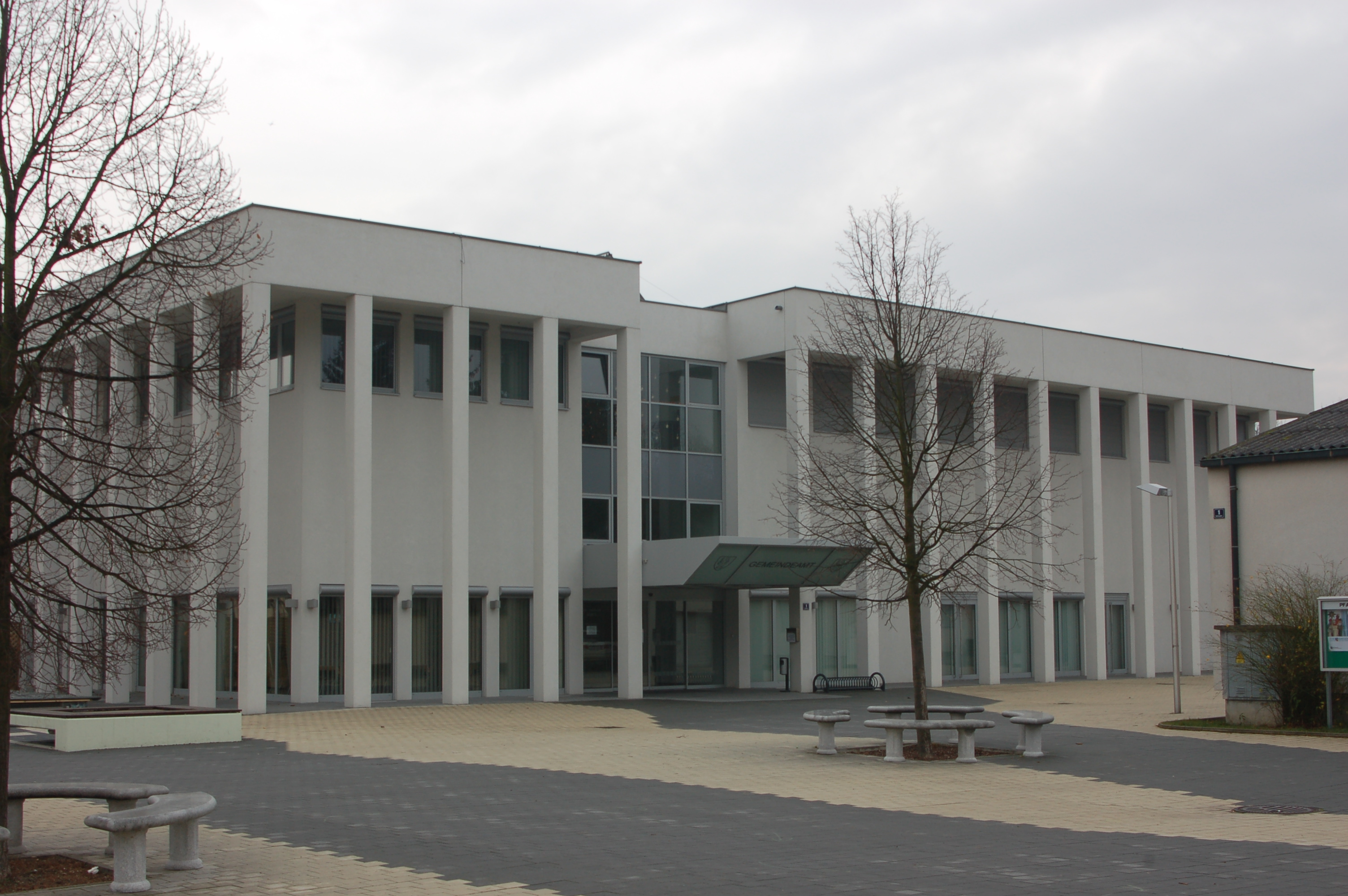
Obecní úřad
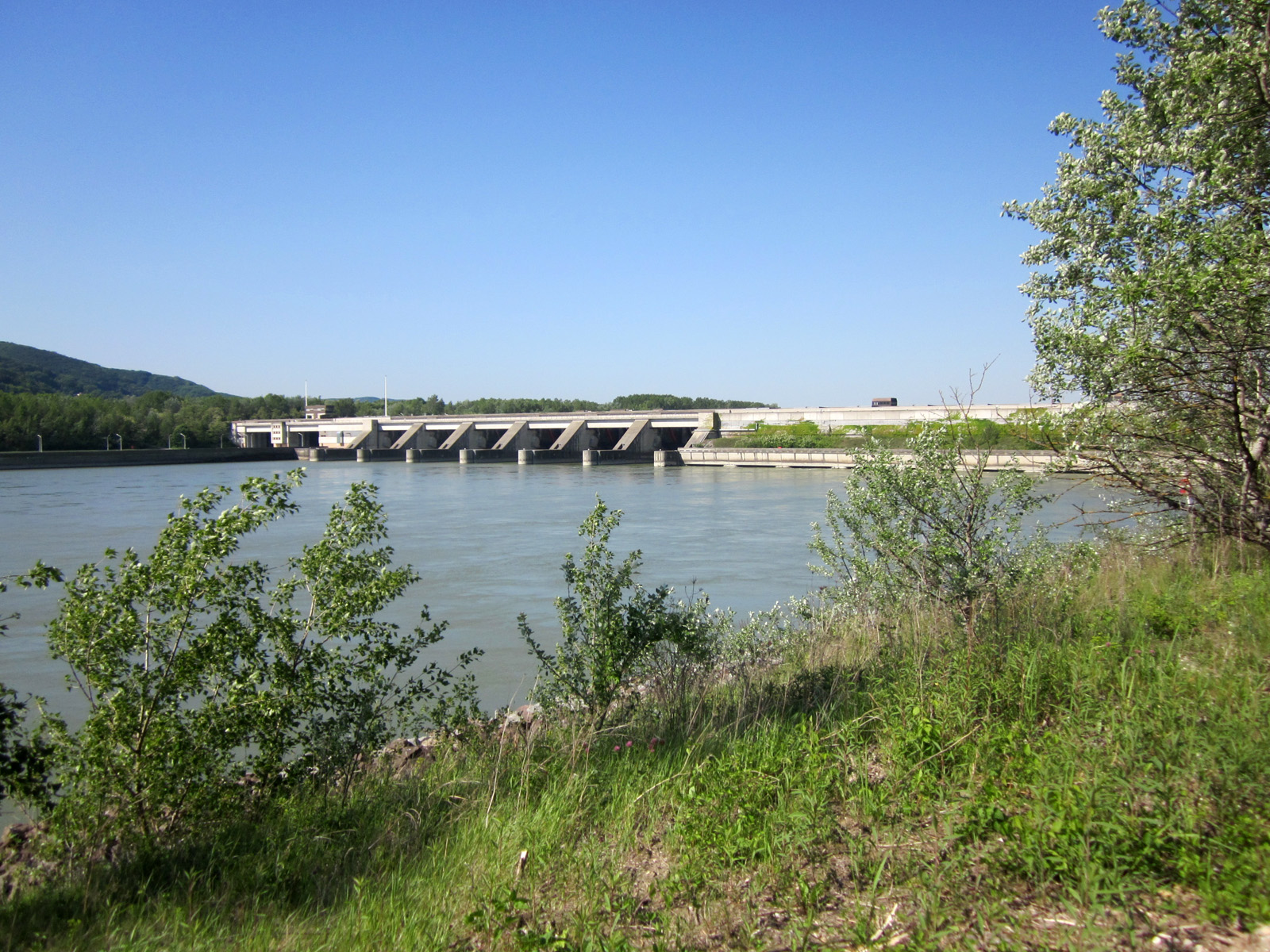
Vodní elektrárna Greifenstein
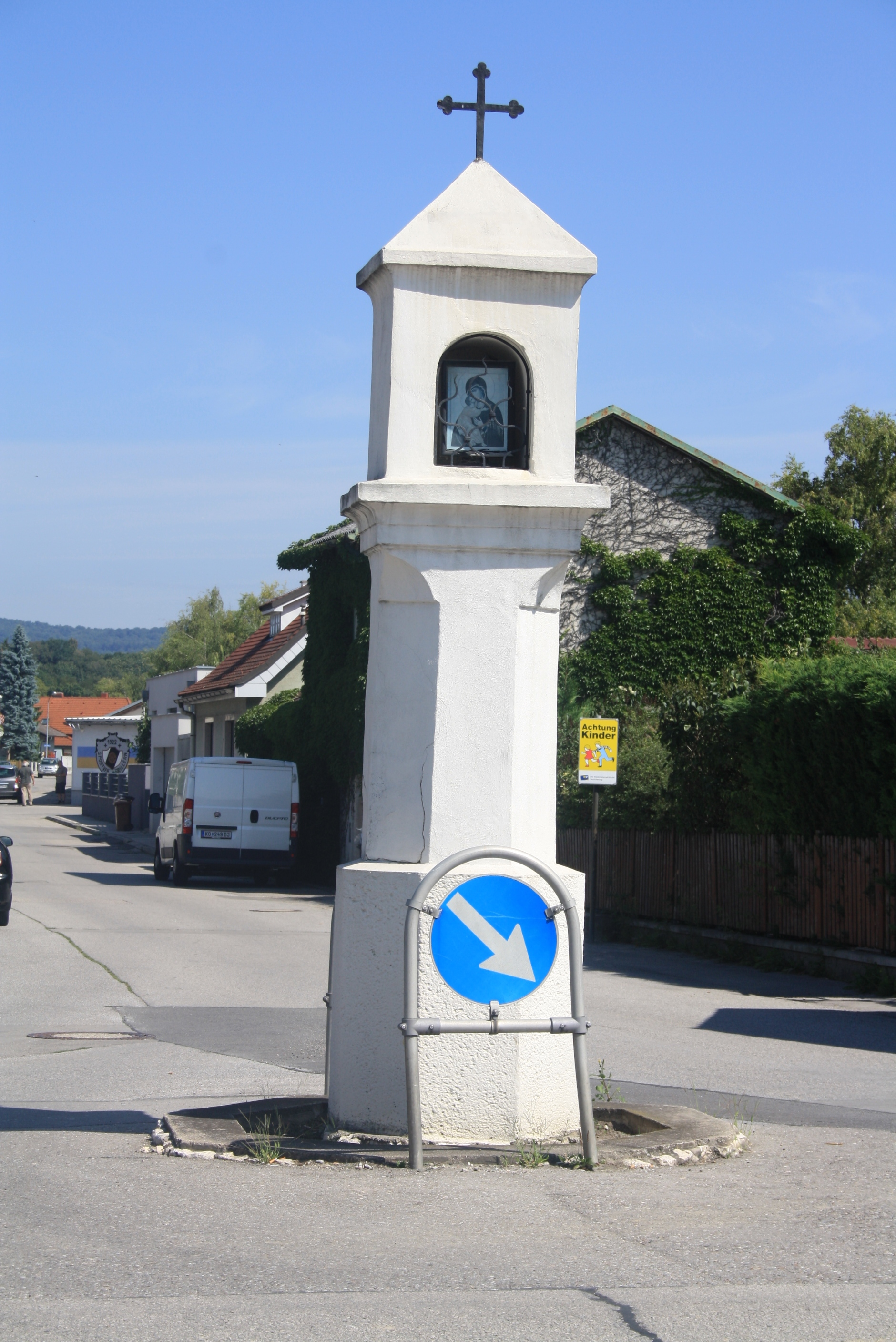
Boží muka
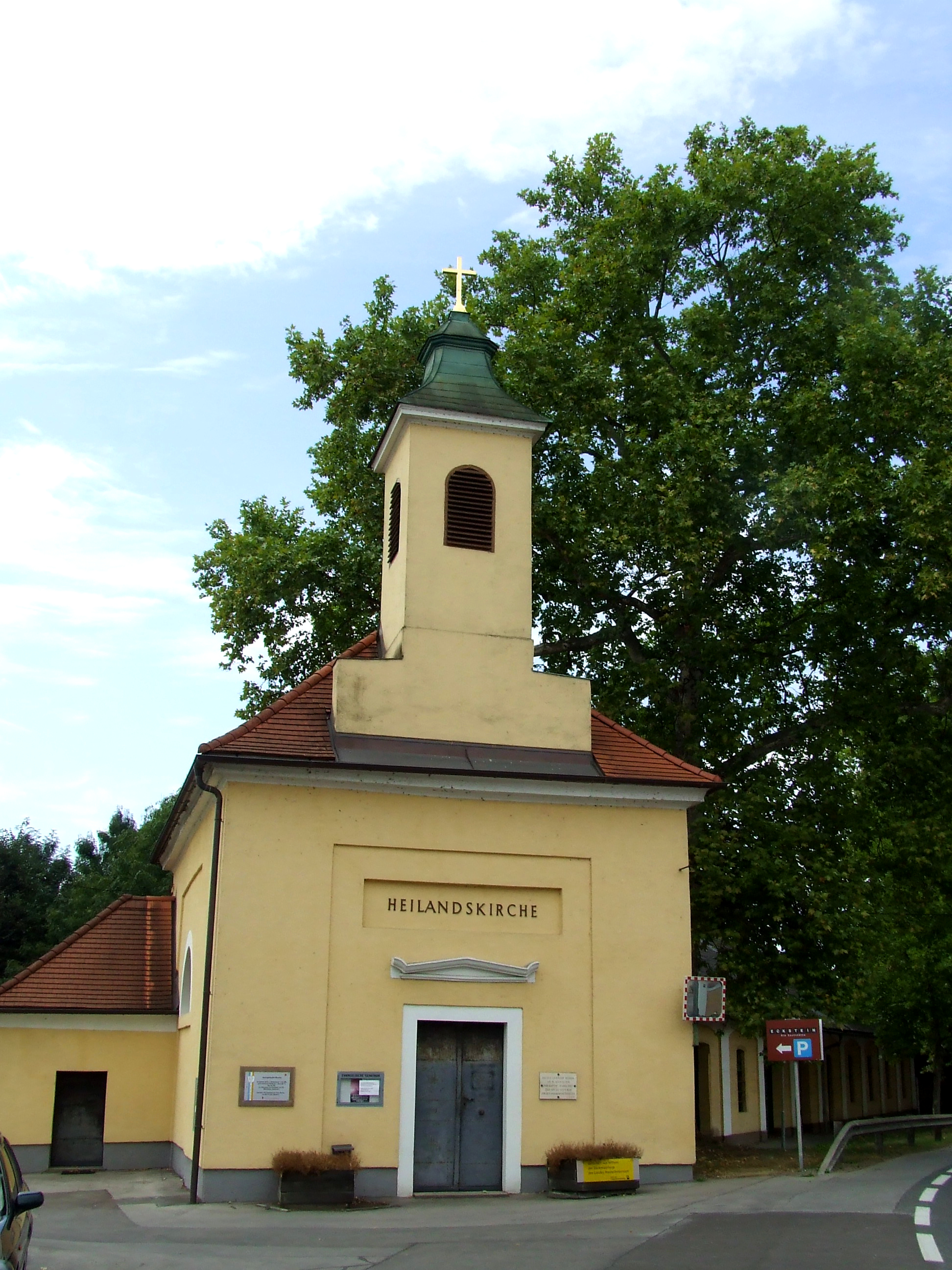
Kaple protestantské církve